# Kim Jae-won
Det här är en artikel om en person med koreanskt personnamn; Kim är familjenamnet.
Kim Jae-won (koreanska: 김재원), född 4 februari 1998, är en sydkoreansk fäktare som tävlar i värja.

## Karriär
Vid olympiska sommarspelen 2024 i Paris blev Kim utslagen i sextondelsfinalen i värja av japanske Koki Kano.